# Wellsburg (Virginia Occidental)
Wellsburg es una ciudad ubicada en el condado de Brooke en el estado estadounidense de Virginia Occidental. En el Censo de 2010 tenía una población de 2805 habitantes y una densidad poblacional de 808,82 personas por km².

## Geografía
Wellsburg se encuentra ubicada en las coordenadas 40°16′51″N 80°36′38″O / 40.28083, -80.61056. Según la Oficina del Censo de los Estados Unidos, Wellsburg tiene una superficie total de 3.47 km², de la cual 2.54 km² corresponden a tierra firme y (26.81%) 0.93 km² es agua.

## Demografía
Según el censo de 2010, había 2805 personas residiendo en Wellsburg. La densidad de población era de 808,82 hab./km². De los 2805 habitantes, Wellsburg estaba compuesto por el 96.26% blancos, el 1.85% eran afroamericanos, el 0.07% eran amerindios, el 0.21% eran asiáticos, el 0.04% eran isleños del Pacífico, el 0.43% eran de otras razas y el 1.14% pertenecían a dos o más razas. Del total de la población el 1.18% eran hispanos o latinos de cualquier raza.